# مريم فكاي
مريم فكاي (1889 - 18 يوليو 1961) هي مغنية جزائرية.
تنحدر فكاي من عائلة يهودية ولدت ونشأت في بسكرة، بالجزائر العاصمة، حيث طورت مسيرتها الموسيقية. بدأت مسيرتها الغنائية متأخرة نوعًا ما، لكنها لاقت نجاحًا كبيرًا في ذلك الوقت.[بحاجة لمصدر] أدت موسيقى الحوزي من الموسيقى العربية الأندلسية ولحنت العديد من القصائد من التراث الجزائري.